# Емил Фријан
Емил Фријан (фр. Émile Friant; Дјез, 16. април 1863 — Париз, 6. јун 1932) је био француски сликар реализма. Био је професор на Факултету уметности (École des Beaux Arts) у Паризу. Одликован је француским орденом Легије части (Légion d'honneur) постаје члан Француског института. Фријан је умро 6. јуна 1932. године у Паризу.

## Галерија
- La Toussaint (1888)
- La Discussion politique (1889)
- Les Canotiers de la Meurthe (1888)
- Madame Coquelin Mere